# Katja Nass
Katja Nass (* 26. November 1968 in Orsoy) ist eine ehemalige deutsche Degenfechterin.

## Karriere
Katja Nass begann ihre Fecht-Laufbahn 1980 in ihrer Heimatstadt Moers mit dem Florett. Bereits 1982 gewann sie mit der Deutschen Meisterschaft der B-Jugend ihren ersten Titel. 1988 ging sie zum Fechtclub Offenbach und wechselte zum Degen. Als 1996 in Atlanta zum ersten Mal das Degenfechten der Damen als olympischer Wettbewerb ausgetragen wurde, waren Katja Nass, Eva-Maria Ittner und Claudia Bokel die ersten, die Deutschland in dieser Disziplin vertraten. 2003 war Nass bereits für die Teilnahme an der WM 2004 qualifiziert, als sie sich entschloss ihre Karriere zu beenden.

## Erfolge
- 1992 Deutsche Meisterschaft, 1. Platz Team[3]
- 1993 Weltmeisterschaft in Essen, 2. Platz Team[4]
- 1994 Gesamtweltcup-Siegerin[5]
- 1994 Europameisterschaft in Krakau, 2. Platz Einzel[6]
- 1994 Weltmeisterschaft in Athen, 2. Platz Einzel[4]
- 1996 Olympische Sommerspiele in Atlanta, 12. Platz Einzel, 7. Platz Team[7]
- 1996 Deutsche Meisterschaft, 1. Platz Team[3]
- 1997 Europameisterschaft in Danzig, 2. Platz Einzel[6]
- 1997 Weltmeisterschaft in Kapstadt, 2. Platz Team[4]
- 1997 Deutsche Meisterschaft, 1. Platz Team[3]
- 1998 Deutsche Meisterschaft, 1. Platz Team[3]
- 1999 Weltmeisterschaft in Seoul, 3. Platz Team[4]
- 2000 Olympische Sommerspiele in Sydney, 29. Platz Einzel, 6. Platz Team[7]